# Andy Poe
Andy Poe, all'anagrafe Fernando Kelley Poe II (Manila, 4 maggio 1943 – Quezon City, 20 maggio 1995), è stato un attore filippino.

## Biografia
Terzogenito dell'attore Fernando Poe e della sua seconda moglie Elizabeth Kelley, studiò architettura all'Università delle Filippine. 
Entrò nel mondo del cinema dopo il fratello maggiore Ronald Allan o Ronnie – divenuto attore poco tempo dopo la morte di Fernando Sr. con lo pseudonimo Fernando Poe Jr., sull'onda della popolarità ancora intatta del padre – con il nome di Andy Poe. L'esordio cinematografico avvenne nel 1967 con il film Matimbang ang dugo sa tubig, diretto e interpretato da Fernando Poe Jr., dove vestì i panni di Carding. Lo stesso anno ottenne una piccola parte in Alamat ng 7 kilabot di Armando A. Herrera, ispirato al film statunitense I magnifici sette di John Sturges e con protagonisti oltre al fratello stelle già affermate quali Joseph Estrada, Jess Lapid e Zaldy Zshornack. 
Nel 1968 ottenne il primo ruolo da protagonista in Jingy di Efren Reyes Sr., seguito poi dal western El niño dove affiancò l'esordiente reginetta di bellezza cebuana e futura starlette Pilar Pilapil.
Specializzatosi maggiormente nel genere d'azione e western, nel 1970 si cimentò con successo nel film d'avventura di Leroy Salvador Durando, in cui interpretò l'omonimo personaggio dei fumetti ideato da Pablo S. Gomez. Nel 1979 fu tra i protagonisti del film Isa para sa lahat, lahat para sa isa, diretto da Armando A. Herrera, che vide tra gli interpreti i tre fratelli Ronald, Conrad e Fredrick. Dopo un breve periodo di appannamento negli anni ottanta e l'emigrazione temporanea negli Stati Uniti d'America, rilanciò la sua carriera prendendo parte a numerose pellicole d'azione nella prima metà degli anni novanta, spesso in ruoli da antagonista. Apparve l'ultima volta sul grande schermo in Escobar: Walang sasantuhin (1995) di Efren C. Piñon, con Lito Lapid, Chin Chin Gutierrez e Monsour Del Rosario.

## Vita personale
Sposò negli anni sessanta l'attrice Mina Aragon –– figlia di Lou Salvador –– dalla quale ebbe un figlio, Fernando III, prima della loro separazione. Quest'ultimo perì nel 1981 in un incendio doloso alla residenza di Greenhills di Vic del Rosario –– secondo marito della Aragon –– assieme a cinque membri della famiglia del produttore: il gesto, le cui motivazioni non sono mai state chiarite, fu attribuito a Mario Salvador, il comico Jerry Pons e l'ex attore bambino Dolphy Jr. (figlio del comico Dolphy), poi condannati.
Nel 1980 si risposò con Yvette Christine de Marcaida, giovane attrice di ascendenza portoghese e indiana con la quale il fratello Ronnie aveva condiviso il set de Ang Lihim Ng Guadalupe l'anno precedente. La coppia ebbe due figli, Fernando IV (1981) e Alexander Vaughn (1983). Dal 1985 al 1992 visse con la famiglia nella città statunitense di Jersey City, dove lavorò assieme alla moglie nel settore immobiliare, prima di far ritorno nelle Filippine. 

### Morte
Poe morì il 20 maggio 1995 all'età di 52 anni a causa di un attacco cardiaco, presso il Philippine Heart Center di Quezon City.
La sua salma venne tumulata nel Manila North Cemetery dell'omonima città, accanto alla tomba del padre.

## Filmografia
- Matimbang ang dugo sa tubig, regia di Fernando Poe Jr. (1967)
- Alamat ng 7 kilabot, regia di Armando A. Herrera (1967)
- Jingy, regia di Efren Reyes Sr. (1968)
- El niño, regia di Fernando Poe Jr. (1968)
- Dos por dos, regia di Armando Garces (1968)
- Brothers for Hire, regia di Augusto Buenaventura (1968)
- 14, regia di Fernando Poe Jr. (1968)
- Ang nabubuhay sa baril, regia di Jose De Villa (1969)
- Mga alabastro, regia di Armando A. Herrera (1969)
- The Alvarados, regia di Artemio Marquez (1970)
- Durando, regia di Leroy Salvador (1970)
- Gonzales, regia di Leroy Salvador (1970)
- Bugoy, regia di Fernando Poe Jr. (1971)
- Dimasupil Brothers, regia di Manuel Cinco (1971)
- Paligayahin mo ako!!!, regia di Mariano Padilla (1971)
- Kung matapang ka!, regia di Manuel Cinco (1972)
- Berdugo, regia di Fernando Poe Jr. (1972)
- The Cat Patrol, regia di Fred Galang (1972)
- Bank Robbers, regia di Armando De Guzman (1972)
- Diwata ng kagubatan, regia di Alex M. Sunga (1972)
- Duwag...lumaban ka!, regia di Santiago Garcia (1975)
- Lady Cop, regia di Leonardo L. Garcia (1975)
- Huwag mo akong paandaran, regia di Leonardo Velasco Uy (1975)
- Alakdang gubat, regia di Armando A. Herrera (1976)
- Action Force, regia di Al Francis (1977)
- Last Target, regia di Efren C. Piñon (1978)
- Nicolas Feliciano... ang huk-figther ng Tarlac, regia di Efren C. Piñon (1978)
- Isa para sa lahat, lahat para sa isa, regia di Armando A. Herrera (1979)
- Isang araw isang buhay, regia di Leroy Salvador (1979)
- Lipulin: masasamang loob, regia di Jose Wenceslao (1979)
- Pepeng kulisap, regia di J. Erastheo Navoa (1979)
- Darna at Ding, regia di J. Erastheo Navoa e Cloyd Robinson (1980)
- Ako ang hari, regia di Mike Relon Makiling (1981)
- Free to Love, regia di Emmanuel H. Borlaza (1981)
- Alyas Big Boy, regia di Charlie Ordoñez (1982)
- Berdugo, regia di Carlo J. Caparas (1982)
- Pamilya Dimagiba, regia di Manuel Cinco (1982)
- Brando Bandido, regia di Tito Sanchez (1983)
- Magtago ka na sa pinangalingan mo, regia di Tito Sanchez (1984)
- Pepeng karbin, regia di Philip San Jose (1984)
- Adan Ronquillo: Tubong Cavite... laking Tondo, regia di Joey Del Rosario (1993)
- Manila Boy, regia di Arturo San Agustin (1993)
- Tumbasan mo ng buhay, regia di Jose N. Carreon (1993)
- Nandito ako, regia di Jose Balagtas (1994)
- Megamol, regia di Eddie Rodriguez (1994)
- Lagalag: The Eddie Fernandez Story, regia di Romy Suzara (1994)
- Pintsik, regia di Jun Aristorenas (1994)
- Pedrito Masangkay: Walang bakas na iniwan, regia di Francis Posadas (1994)
- Bukas bibitayin si itay, regia di Cesar S.B. Abella (1995)
- Dobol trobol, regia di Poch Bautista (1995)
- Rodolfo 'Boy' Fuentes: Libingan ng mga buhay, regia di Arturo San Agustin (1995)
- Pards, regia di Roland Ledesma (1995)
- Omar: dugo sa lupang pangako, regia di Roland Ledesma (1995)
- Gising na... ang higanteng natutulog, regia di Arturo San Agustin (1995)
- Gabriel Lorenzo: Berdugo, regia di Jerry O. Tirazona (1995)
- Escobar: Walang sasantuhin, regia di Efren C. Piñon (1995)